# Briand-Kelloggpact
Het Briand-Kelloggpact, ook wel het Pact van Parijs genoemd, is een internationaal verdrag dat op 27 augustus 1928 in Parijs werd gesloten tussen 23 landen. De stuwende krachten achter dit pact waren de Franse minister van Buitenlandse Zaken Aristide Briand en zijn Amerikaanse ambtgenoot Frank Kellogg. Briand hoopte door het sluiten van dit verdrag de banden tussen de voormalige bondgenoten weer aan te trekken.
De 23 aanwezige landen, waaronder Frankrijk, de Verenigde Staten, Duitsland, Groot-Brittannië, Japan, Polen en België, kantten zich in dit verdrag tegen de aanvalsoorlog en bestempelden deze als onrechtmatig. Zij legden hiermee de grondslag voor het strafbaar verklaren van een aanvalsoorlog zoals later in de principes gebruikt voor het Proces van Neurenberg werd beschreven. 
De Verenigde Staten vonden het echter jammer dat er in het verdrag geen clausule was opgenomen over verdedigingsoorlogen en dat er geen voorzieningen werden getroffen om het verdrag ook af te dwingen.
In totaal 62 landen (waaronder Duitsland) ondertekenden dit "Verdrag tot uitbanning van de oorlog", maar het heeft in de jaren daaropvolgend weinig invloed gehad getuigende de vele oorlogen die er sindsdien zijn geweest. Wel kan het verdrag als een voorloper worden gezien voor een soortgelijke bepaling in het Handvest van de Verenigde Naties.
Frank Kellogg kreeg voor het pact in 1929 de Nobelprijs voor de Vrede. Aristide Briand had de prijs al in 1926 ontvangen vanwege een ander verdrag: het Verdrag van Locarno.